# روي ديكنسون
روي ديكنسون (بالإنجليزية: Roy Dickinson)‏ هو لاعب دوري الرغبي بريطاني، ولد في 21 أكتوبر 1956.